# 小林忠雄 (陸軍軍人)
小林 忠雄（こばやし ただお、1892年（明治25年）3月22日 - 没年不明）は、大日本帝国陸軍軍人。最終階級は陸軍少将。

## 経歴
1892年（明治25年）に東京府で生まれた。陸軍士官学校第25期卒業。1939年（昭和14年）3月9日に陸軍歩兵大佐進級と同時に関東軍歩兵第1下士官候補者隊長に着任。1940年（昭和15年）8月に歩兵第221連隊長（北支那方面軍・第35師団・第35歩兵団）に転じ、新郷・衛輝に駐屯した。1941年（昭和16年）10月に台湾軍司令部附となり、台北帝国大学に配属された。
1945年（昭和20年）2月17日に編成された独立混成第102旅団（第10方面軍）の旅団長に2月22日に就任し、6月10日に陸軍少将に進級。花蓮港南方に布陣し、米軍の来襲に備えた。
1947年（昭和22年）11月28日、公職追放仮指定を受けた。